# Trenton Gibson
Trenton Gibson (Murfreesboro, 19 april 2000) is een Amerikaans basketballer.

## Carrière
Gibson speelde collegebasketbal voor de Tusculum Pioneers van 2018 tot 2022. Hierna speelde hij nog een seizoen voor Indiana State Sycamores. In 2023 tekende hij zijn eerste profcontract bij de Nederlandse eersteklasser Feyenoord Basketbal. Na een seizoen wisselde hij Feyenoord in voor reeksgenoot en Belgische eersteklasser Kangoeroes Mechelen.

## Erelijst
- BNXT League-kampioen: 2025
- BNXT League Dream Team: 2025